# جيرالدين دويل
جيرالدين هوف دويل (بالإنجليزية: Geraldine Doyle)‏ ولدت في 31 يوليو 1924 وتوفيت 26 ديسمبر 2010. وهي السيدة الموجودة على أشهر ملصقات الحرب العالمية الثانية نستطيع فعل ذلك أو We Can Do It.

## روابط خارجية
- Everyday People نسخة محفوظة 6 مارس 2005 على موقع واي باك مشين.
- We Can Do It -- the tale of an iconic image
- CNN.com news article, Geraldine Hoff Doyle, 'We Can Do It!' poster inspiration, dies at 86 نسخة محفوظة 29 سبتمبر 2022 على موقع واي باك مشين., December 30, 2010
- Geraldine Doyle ist tot. Ihr Gesicht inspirierte das "We Can Do It!"-Poster mit der Nieterin Rosie
- Original photo of Hoff that inspired the painting., accessed October 4th, 2014, from Celebrity Smack Blog via web.archive.org.
- جيرالدين دويل على موقع فايند أغريف